# チョントヴァーリ・コストカ・ティヴァダル
チョントヴァーリ・コストカ・ティヴァダル（Csontváry Kosztka Tivadar、本名:Kosztka Mihály Tivadar、1853年7月5日 - 1919年6月20日）はハンガリーの画家である。

## 略歴
現在のスロバキア、プレショウ県のKisszeben（現在は Sabinov）の薬剤師の息子に生まれた。ウージュホロドの商業学校で学び、家業の薬剤師として働いていた。27歳になった1880年10月13日の午後、「お前は地上でラファエルを越えた最も偉大な画家にならなければならない（"Te leszel a világ legnagyobb napút festője, nagyobb Raffaelnél"）」という啓示を受けたとしている。すぐには絵を描いたわけでなく、薬剤師をして資金をため、各地を旅行して、最初の油絵は41歳になった1894年に描かれた。
最も創造的であったのは1903年から1909年の間で、主要な作品をその期間に制作された。1907年のパリの展覧会や西ヨーロッパの出展し、批評家の多くに、その才能を注目されたが、ハンガリーでは、その風変りな言動から理解されることなく貧困のうちに亡くなった。
1973年にハンガリーのペーチにチョントヴァーリを記念する美術館、Csontváry Museumが設立され、彼の作品を収蔵している。1980年にハンガリーの映画監督、フサーリク・ゾルターン(Huszárik Zoltán)は映画『死海のほとり (Csontváry)』を制作した。

## 作品

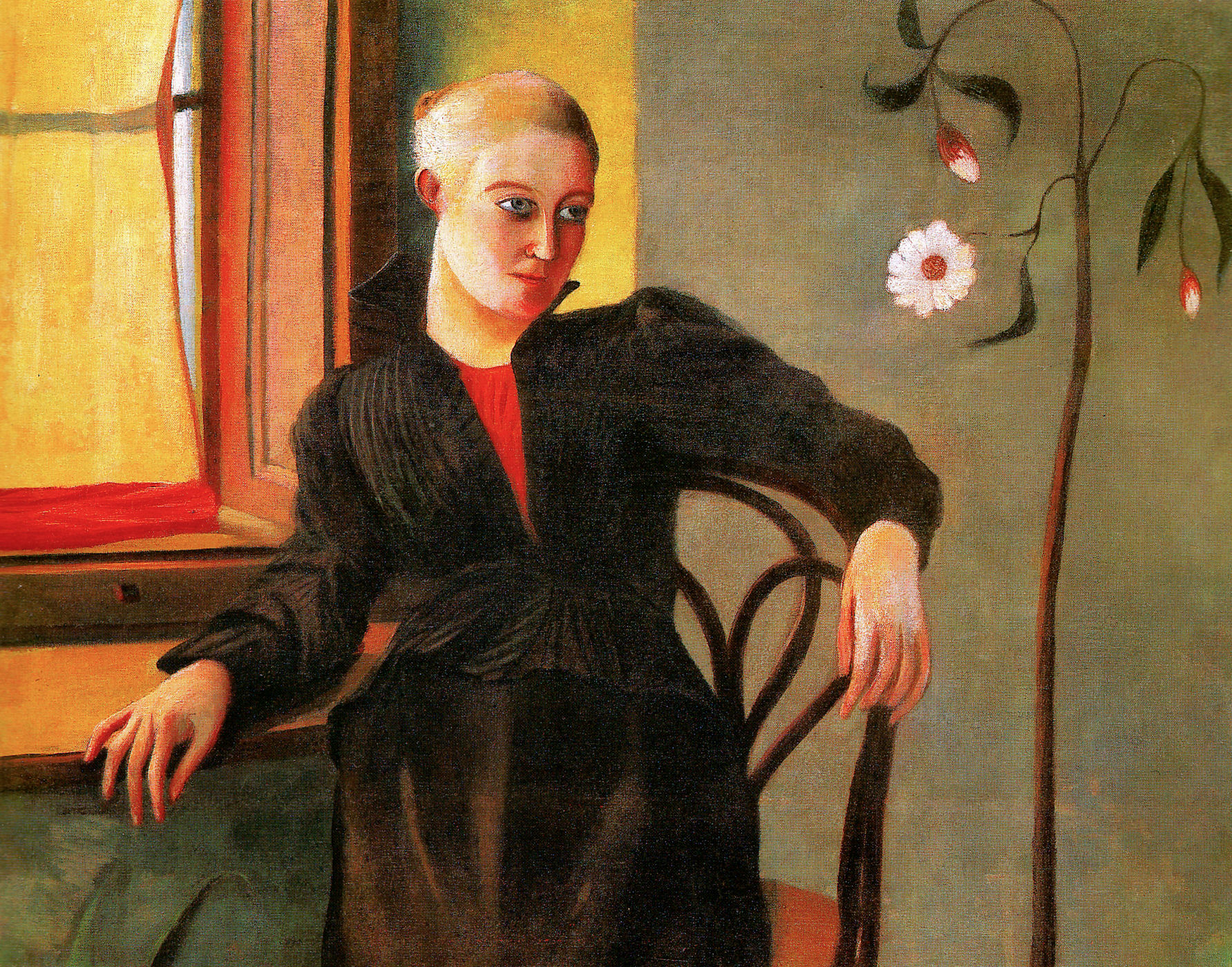
「窓際の女性」(1890年代)
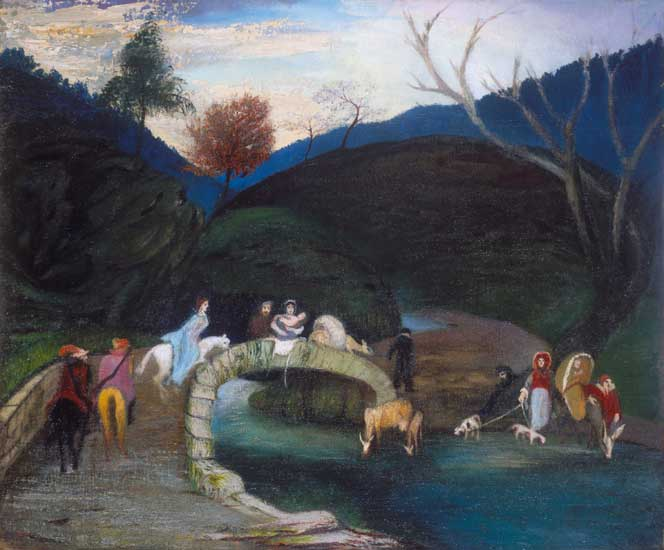
橋を渡る人々 (1901)
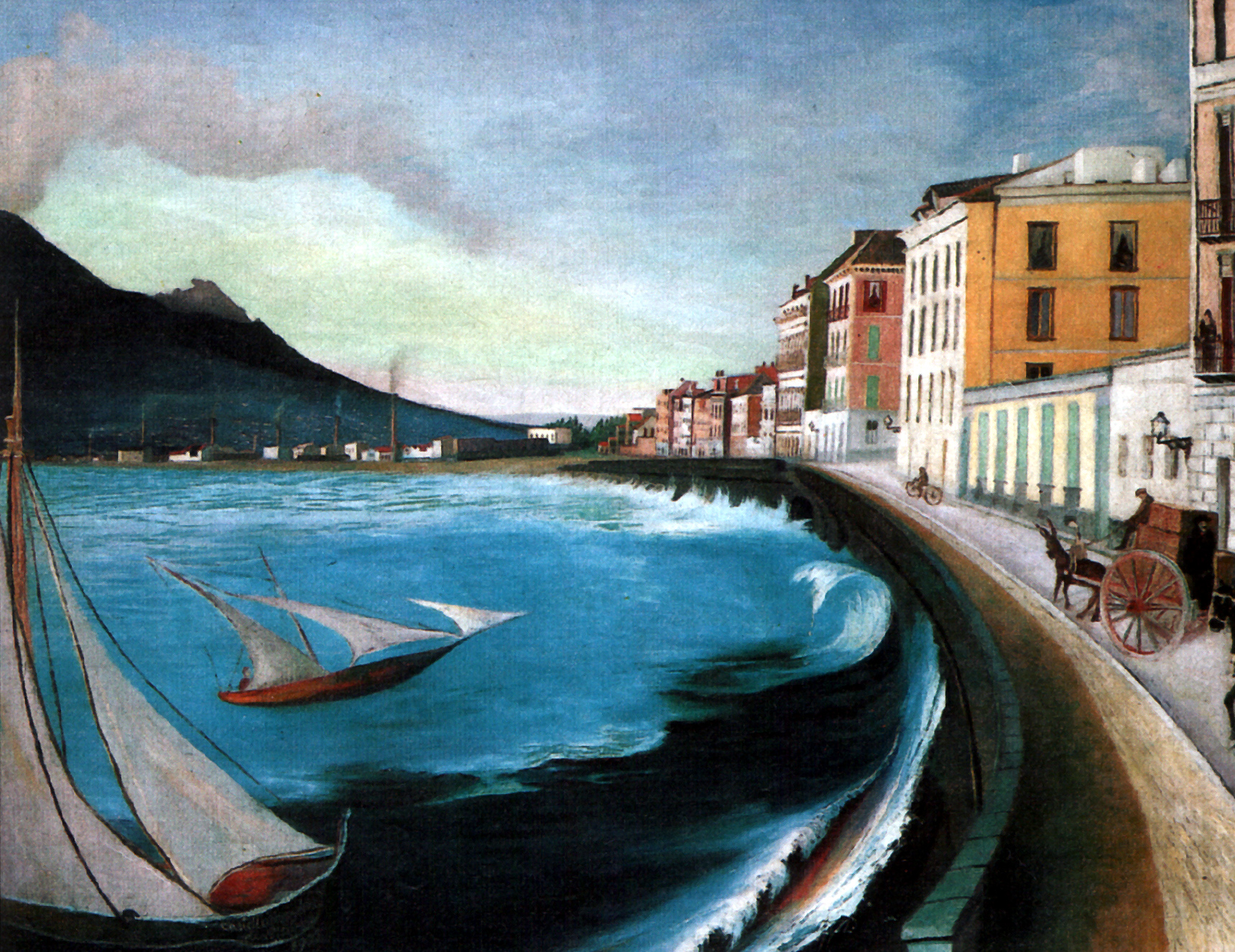
カステッランマーレ・ディ・スタービアの風景 (1902)
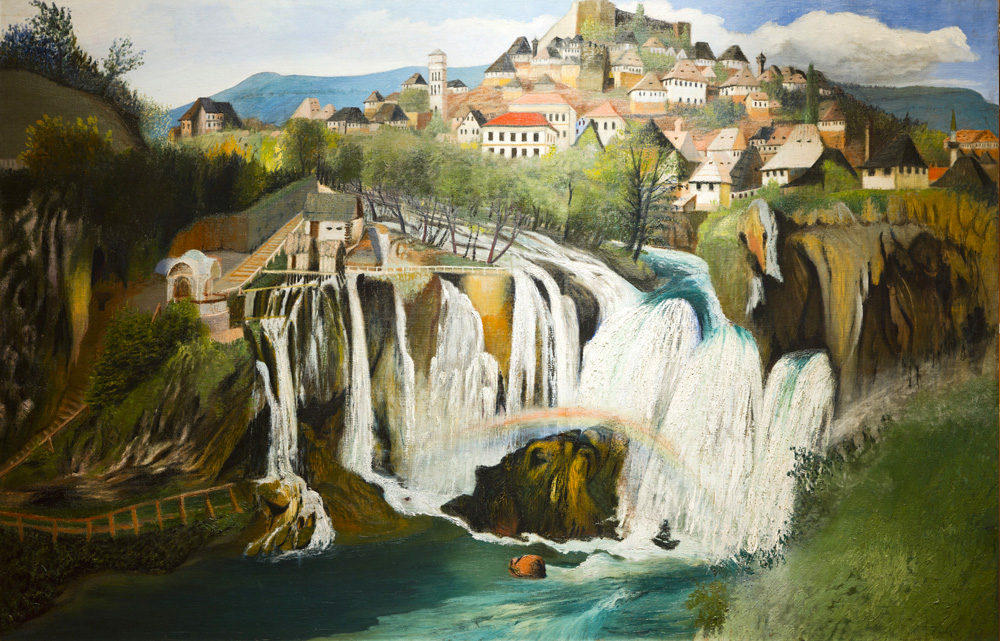
(1903)
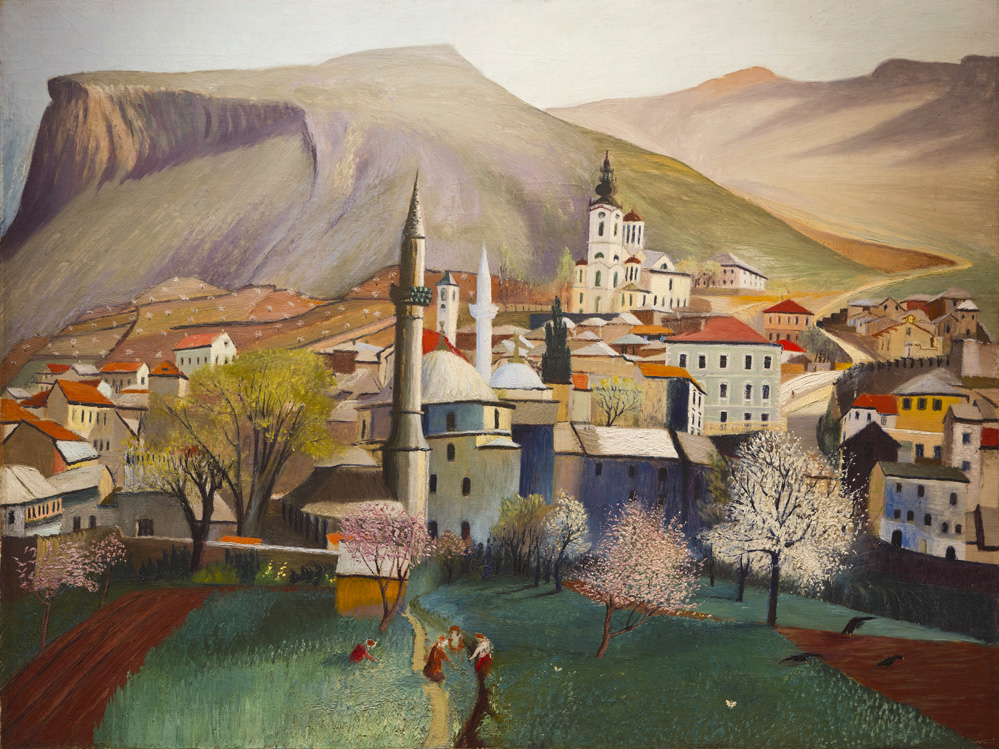
モスタルの春 (1903)
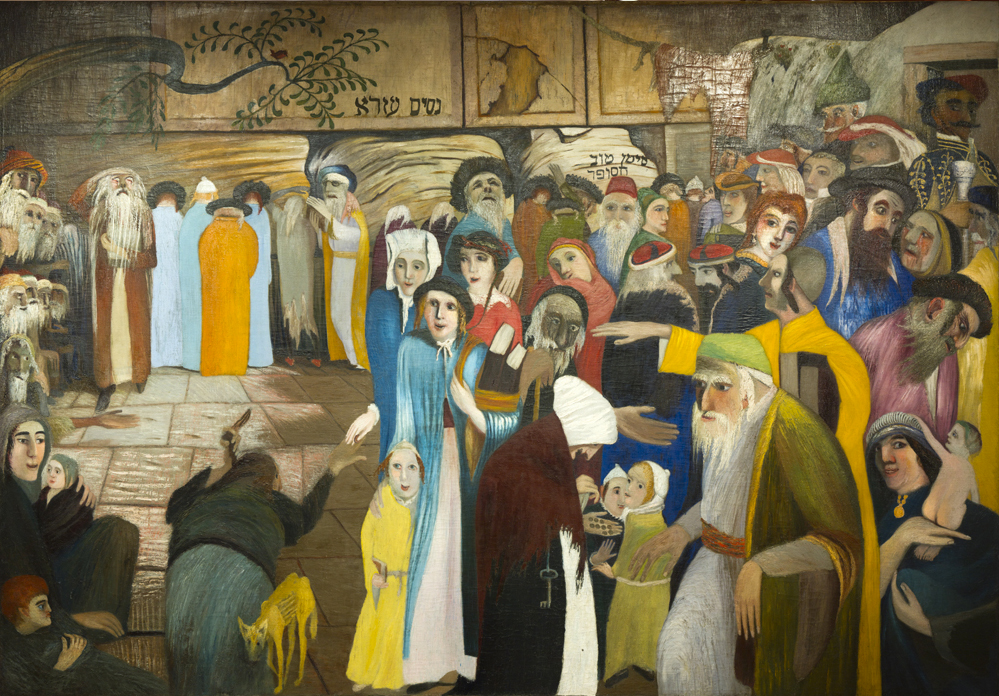
エルサレムの嘆きの壁の入り口 (1904)
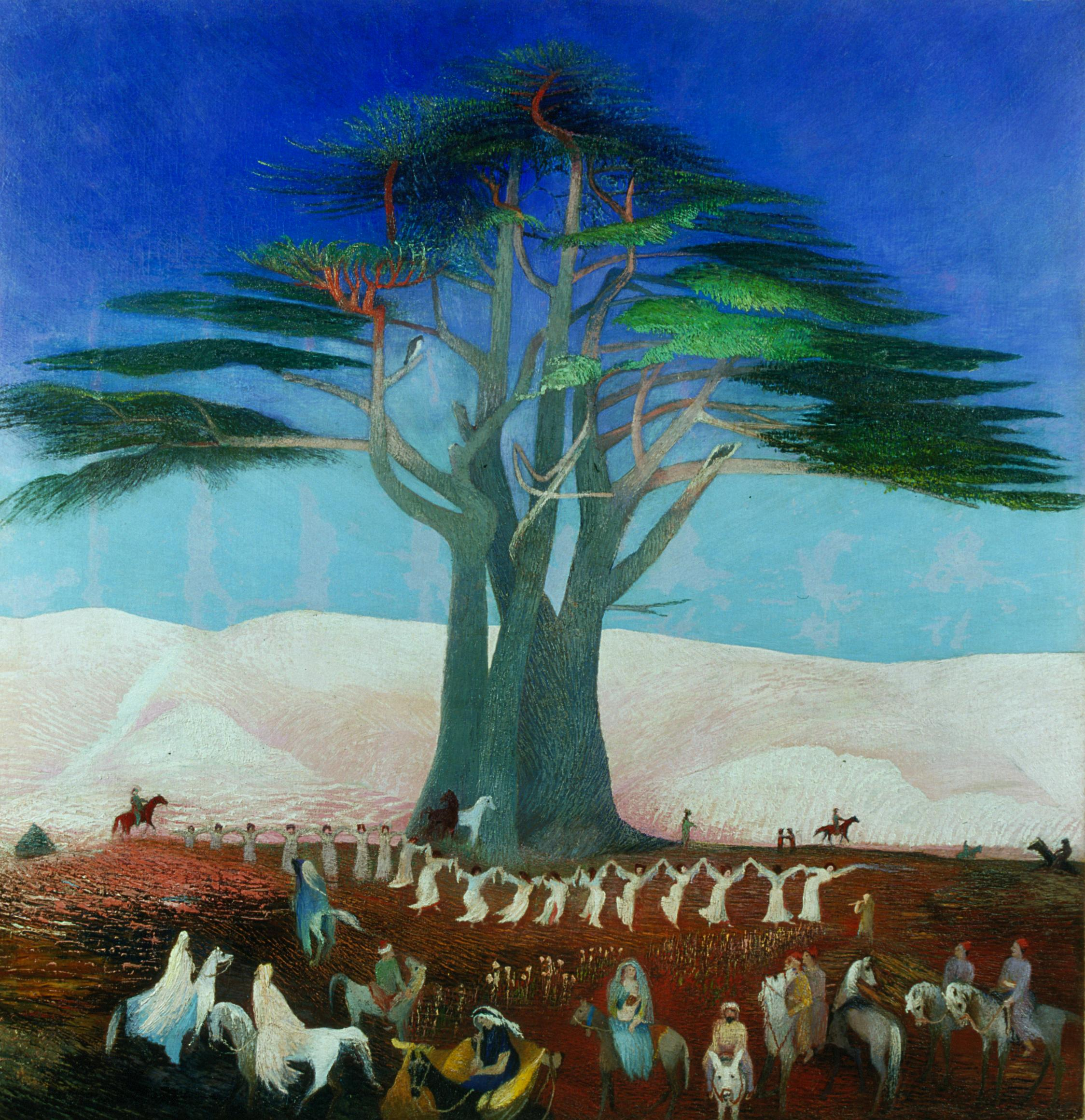
レバノンの杉への巡礼 (1907)
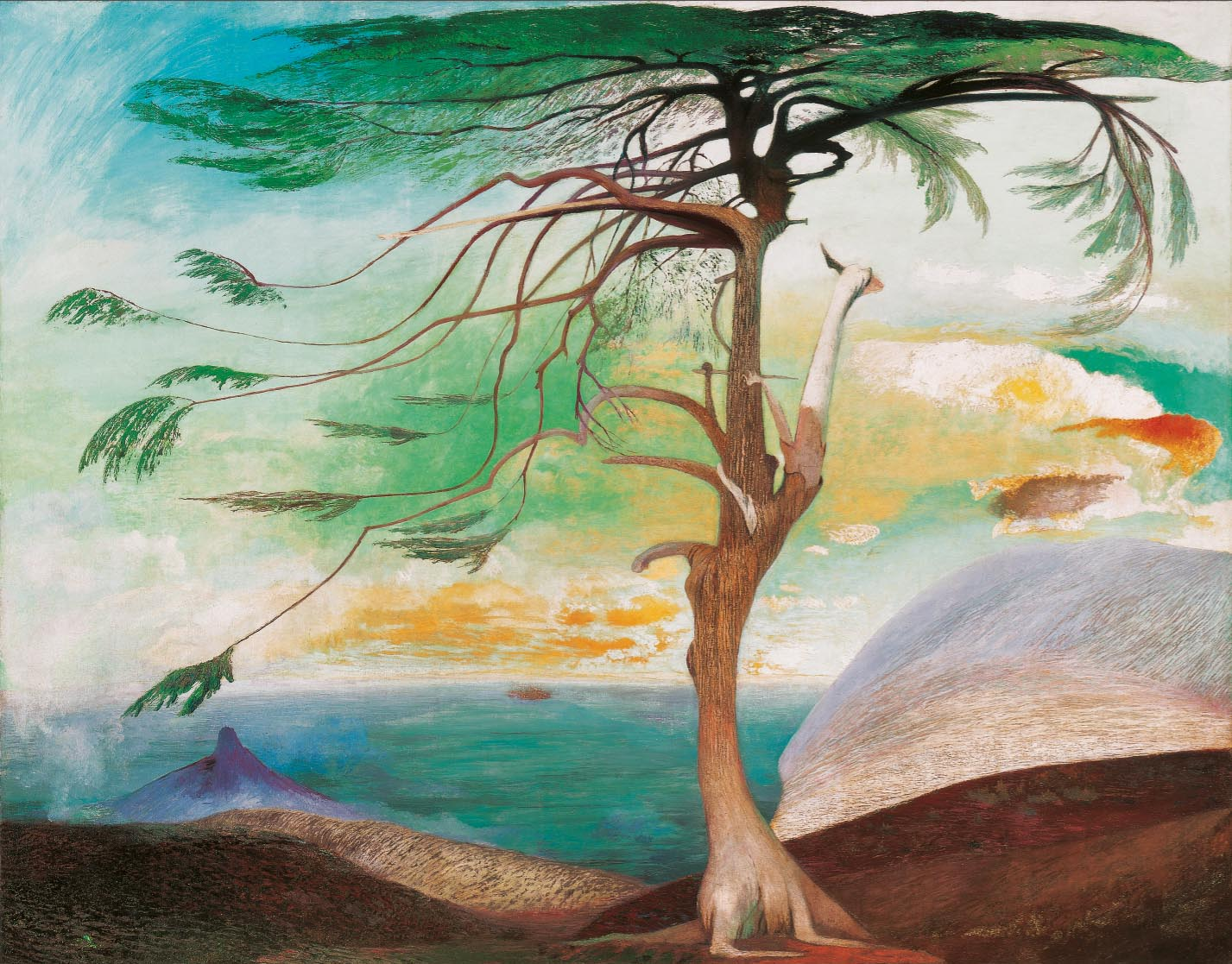
Solitary Cedar (1907)